# 李崗
李 崗（ガン・リー、英語：Khan Lee、1957年10月28日 - ）は台湾の映画監督、映画脚本家、作家、テレビ番組司会者。映画監督アン・リーの弟。

## 来歴
国立台湾海洋大学航海学科卒、1996年に『今天不回家（Tonight Nobody Goes Home）』でアジア太平洋映画祭最優秀脚本賞を受賞。1999年に『條子阿不拉（CopAbula）』の監督を務めた。2002年に雷公電影有限公司（Zeus International Production Ltd.）を創立。現在は安可電影股份有限公司（Encore Film Co., LTD.）の代表取締役を務める。

## 映画作品
- 『星光傳奇（STARS）』2008 ，プロデューサー
- 『ヤンヤン』2009，プロデューサー；2009 ベルリン国際映画祭のパノラマ部門に招待され、第33回（2009）香港国際映画祭「台湾新世代」特集に出品、第11回（2009）台北映画祭長編映画部門審査員特別賞、長編映画最優秀女優賞（チャン・ロンロン（張榕容）)、長編映画最優秀音楽賞（（リン・チャン(林強)）を受賞。
- 『ジュリエット』 2010、プロデューサー、第47回金馬賞最優秀新人賞(リー・チェンナ（李千娜）)を受賞
- 『野蓮香（My Little Honey Moon）』(Blu-ray) 2012
- 『吉林的月光（The Moonlight in Jilin）』(Blu-ray) 2012
- 『阿罩霧風雲（Attabu）』2013、エグゼクティブ・プロデューサー
- 『一分間だけ（1 minute more）』2014、エグゼクティブ・プロデューサー
- 『想飛（Dream Flight）』2014 、監督

## 受賞歴
- 『新老殘遊記』 - 1994年「優良電影劇本」受賞
- 『上岸』 - 1995年「優良電影劇本」受賞、《今天不回家（Tonight Nobody Goes Home）》として映画化され、シルヴィア・チャン(張艾嘉)監督、第41回（1996）アジア太平洋映画祭最優秀脚本賞を受賞
- 『條子阿不拉（CopAbula）』 - 1998年「優良電影劇本」受賞；1998年度台湾映画輔導金1000万ドルを獲得；1999台北映画祭商業推薦審査員に特別推薦され、第44回（1999）アジア太平洋映画賞にノミネートし、第2回（2000）ドーヴィル・アジアン映画祭コンペティション出品。